# José Miguel Bermúdez Ríos
Jose Bermúdez es un futbolista español. Nació en Málaga, España, el 9 de enero de 1979. Su primer club fue el "OD Puerto Malagueño", club de fútbol de Málaga donde desempeñaba la función de portero. Después de participar durante tres años y ser subcampeón de España sub-17 con la selección andaluza de fútbol ficha con 17 años por el F.C. Barcelona. En su primer año y en categoría juvenil División de honor comparte vestuario con jugadores hoy día de talla mundial tales como Xavi Hernández (F.C. Barcelona), Gabri (Ajax de Ámsterdam), Luis García (ex del Liverpool), etc. Durante tres años pasa por las categorías "C" (3ª División) y "B" (2ª A y 2ª B). Pasa después a ir cedido a diferentes equipos como Benidorm, Burgos CF, Logroñés CF.
En la temporada 2007/08 ficha por la Cultural y Deportiva Leonesa donde en su segunda temporada (2008/09) consigue ser el portero menos goleado de las categorías nacionales con 18 goles encajados en 35 partidos de liga.
Actualmente juega en el Club Deportivo Toledo.

## Clubes
| Club                         | País   | Año       |
| ---------------------------- | ------ | --------- |
| FC Barcelona                 | España | 1997-2002 |
| CE Mataro                    | España | 2002-2003 |
| Burgos CF                    | España | 2003-2004 |
| UE Figueres                  | España | 2004-2005 |
| Logroñés CF                  | España | 2005-2006 |
| Águilas CF                   | España | 2006-2007 |
| Cultural y Deportiva Leonesa | España | 2007-2009 |
| CD Toledo                    | España | 2009-     |

- Datos: Q868491